# Avia BH-26
Avia BH-26 – czechosłowacki dwumiejscowy samolot myśliwski i rozpoznawczy z okresu międzywojennego.

## Historia
Po zakończeniu prac na samolotem Avia BH-21 rozpoczęto pracę nad kolejnym samolotem myśliwskim, dwumiejscowym. Tak opracowany samolot otrzymał oznaczenie BH-26 i był kontynuacją konstrukcji wytwórni Avia Co. Kbely. Ten samolot miał również pełnić rolę samolotu rozpoznawczego. Jego prototyp był gotowy na początku drugiego kwartału 1926 roku, a jego oblot odbył się 6 maja 1926 roku.
Po udanych testach w locie czechosłowackie lotnictwo wojskowe zamówiło krótką serię 8 samolotów tego typu, które zostały wyprodukowane w 1926 roku. Wobec braku dalszych zamówień prace nad tym samolotem zakończono.

## Użycie w lotnictwie
Samoloty myśliwskie Avia BH-26 wprowadzono do czechosłowackiego lotnictwa wojskowego, gdzie użytkowano je w eskadrach myśliwskich obok samolotów Avia BH-21. W podobnym też okresie, tj. na początku lat trzydziestych, zaczęto je wycofywać z lotnictwa.

## Opis techniczny
Samolot Avia BH-26 był dwupłatem o konstrukcji drewnianej. Kadłub o konstrukcji drewnianej, mieścił otwartą kabinę pilota oraz umieszczoną za nim kabinę strzelca/obserwatora. Płaty o konstrukcji drewnianej, kryte były płótnem. Samolot miał podwozie klasyczne – stałe.
Napęd stanowił silnik gwiazdowy, 9-cylindrowy Walter Jupiter IV.
Uzbrojenie stanowiły dwa zsynchronizowane karabiny maszynowe Vickers K kal. 7,7 mm, umieszczone w kadłubie po obu stronach przed kabiną pilota i przez niego obsługiwane, oraz dwa ruchome sprzężone karabiny maszynowe Lewis kal. 7,7 mm, umieszczone na obrotnicy lotniczej, obsługiwane przez strzelca.